# Adolf Bernhard Christoph Hilgenfeld
Gravura de Adolf Hilgenfeld na Zeitschrift für wissenschaftliche Theologie, Leipzig, 1907
assinatura
Vista da sepultura.
Adolf Bernhard Christoph Hilgenfeld (Stappenbeck, perto de Salzwedel, 2 de junho de 1823 — Jena, 12 de janeiro de 1907) foi um teólogo protestante alemão.

## Biografia
Hilgenfeld nasceu em Stappenbeck perto de Salzwedel na província da Saxônia.
Era filho do pastor Johann Christoph Hilgenfeld (1795–1879), cujos ancestrais, por sua vez, eram proprietários de moinhos em Krüden. Em 1854, ele se casou com a filha do pregador sênior Gottfried Wolterstorff em Osterburg (Altmark), Luise (1826–1868), que vinha de uma antiga família de pastores em Altmark. Esse casamento gerou três filhos: o professor de ginásio em Dortmund, Rudolf (nascido em 1857), Berta (1859–1935, solteira) e Heinrich Hilgenfeld (1862–1945), professor de ginásio em Jena e professor de alemão na universidade. Após a morte de sua primeira esposa, Adolf Hilgenfeld casou-se com Eugenie Zenker (1830–1909), filha do cientista natural Jonathan Karl Zenker, professor em Jena. A família mudou-se para a casa do tio de Eugenie, Gustav Zenker (1808–1875), o fundador do instituto educacional para meninos, a propriedade Carl Friedrich Ernst Frommann em Fürstengraben.
Estudou na Universidade Friedrich Wilhelm em Berlim e na Universidade de Halle. Qualificou-se como professor na Universidade de Jena em 1848 e tornou-se professor associado em 1850 e professor honorário pleno em 1869, mas só se tornou professor titular do Novo Testamento e História do cristianismo primitivo em 1890. Pertenceu à Escola de Tübingen, uma escola científica de teólogos protestantes e católicos romanos que desenvolveram as bases para o método histórico-crítico de pesquisa bíblica na Universidade de Tübingen no século XIX. Gostava de enfatizar sua independência de Ferdinand Christian Baur, mas ainda assim, em todos os pontos importantes, seguiu os passos de seu mestre; seu método, que ele costuma contrastar como Literarkritik com o Tendenzkritik de Baur, “é, no entanto, essencialmente o mesmo que o de Baur”.
Em geral, no entanto, modificou as posições do fundador da Escola de Tübingen, indo além dele somente em suas investigações sobre o Quarto Evangelho. Em 1858 tornou-se editor da Zeitschrift für wissenschaftliche Theologie. Hilgenfeld foi cidadão honorário de Jena. Ele recebeu essa honra em 28 de maio de 1901. Seu legado pode ser encontrado na Biblioteca da Universidade de Tübingen. Hilgenfeld morreu em Jena em 1907, com 83 anos.

## Publicações
- Die elementarischen Recognitionen und Homilien. (1848)
- Die Evangelien und die Briefe des Johannes nach ihrem Lehrbegriff. (1849)
- Das Markusevangelium. (1850)
- Die Apostolischen Väter. (1853)
- Die Evangelien nach ihrer Entstehung und geschichtlichen Bedeutung. (1854)[6]
- Das Urchristentum und seine neuesten Bearbeitungen. (1855)
- Die jüdische Apokalyptik in ihrer geschichtlichen Entwicklung. (1857)
- Novum Testamentum extra canonem receptum. (4 volumes, 1866; 2. Aufl., 1876–1884)[7]
- Historisch-kritische Einleitung in das Neue Testament. (1875)
- Die Ketzergeschichte des Urchristentums. Leipzig 1884.
- Judentum und Judenchristentum: eine Nachlese zu der Ketzergeschichte des Urchristentums. Leipzig 1886.
- The first complete edition of the Shepherd of Hermas. (1887)
- Acta Apostolorum graece et latine secundum antiquissimos testes. (1899)
- Ignatii et Polycarpi epistolae. (1902)[3]